# Ельтесуново
Ельтесуново — село в Собинском районе Владимирской области России, входит в состав Рождественского сельского поселения.

## География
Село расположено в 6 км на север от центра поселения села Рождествено и в 36 км на север от райцентра города Собинка.

## История
В церковной летописи сказано: "Ельтесуново - название греческое, оно примерно означает "зоопарка". В церковных окладных книгах 1628 года написано: Церковь Успенья Пречистой Богородицы вотчины Орины Никитичны в селе Ельтесуново дани 5 алтын 5 денег". В 1677 году село названо вотчиной московского Спаса Нового монастыря. В книгах записано, что теплая Никольская церковь Ельтесуновского храма освящена в царствование императрицы Елизаветы Петровны, а холодная Успенская - в царствование императора Павла Петровича. В Ельтесуновском приходе почиталась Галатская икона Божией Матери. Она избавила местных жителей от холеры в 1848 году. В этой церкви хранилось Евангелие "напрестольно печатное". В Ельтесуновский приход входили кроме села деревни Чаганово, Мельничная, Морозово, Кормилково, Степаниха (Кокуй). Приход состоял из 376 дворов, здесь проживало "1106 мужского и 1249 душ женского пола". Дома жителей на церковной земле были их собственностью. В 1884 году в селе открыли церковно-приходскую школу, а пять лет спустя купцом Владимиром Ивановичем Симаниным была построена земская школа.
В 1936 году церковь в селе Ельтесуново закрыли, в 1960-е годы она была полностью разрушена. В 2004 году силами жителей села с помощью спонсора А.С.Прохорова в Ельтесуново построена и освящена часовня в честь Галатской иконы Божией Матери.
В конце XIX — начале XX века село входило в состав Стопинской волости Владимирского уезда.
С 1929 года деревня являлась центром Ельтесуновского сельсовета Ставровского района, с 1932 года — в составе Небыловского района, с 1945 года — в составе Ставровского района, с 1954 года — в составе Рождественского сельсовета, с 1965 года — в составе Собинского района, с 2005 года — в составе Рождественского сельского поселения.

## Население
| 1859 | 1905 | 1926 | 2002 | 2010 | 2021 |
| ---- | ---- | ---- | ---- | ---- | ---- |
| 918  | ↗927 | ↗934 | ↘245 | ↘215 | ↘200 |

## Инфраструктура
В селе расположены МОУ «Ельтесуновская начальная школа - детский сад»

## Достопримечательности
В селе находится действующая Часовня Галатской иконы Божией Матери (2004).